# Castianeira scutata
Castianeira scutata är en spindelart som beskrevs av Schmidt 1971. Castianeira scutata ingår i släktet Castianeira och familjen flinkspindlar. Inga underarter finns listade.